# Calamistro
Il calamistro è un organo specifico dei ragni presente sul margine superiore del metatarso del quarto paio di zampe. Si trova solo sui ragni provvisti di cribellum, organo atto alla filatura.

## Etimologia
Il termine deriva dal latino calamistrum; si trattava di un ferro, vuoto all'interno, che, arroventato, veniva adoperato nell'antica Roma per arricciare i capelli; per assonanza il termine è passato ad indicare questa sorta di pettine grazie al quale il ragno riesce ad intrecciare e a dirigere precisamente i fili del cribellum nella composizione della ragnatela.

## Struttura
Il calamistro è composto da una fila di peli semirigidi, regolarmente intervallati, posti sul metatarso del quarto paio di zampe, lungo i quali, con abili movimenti, il ragno inserisce i fili delle filiere per poterli direzionare e intrecciare precisamente. 
Ciascun pelo del calamistro è dentellato da un lato e liscio dall'altro.
La lunghezza del calamistro di un ragno è sempre uguale o superiore alla larghezza del cribellum. Il rapporto fra la lunghezza del calamistro e la larghezza del cribellum può variare anche fra specie dello stesso genere. Ciò può essere dovuto o a differenze comportamentali nel modo di filare oppure a differenti rapporti di dimensioni fra le zampe e l'opistosoma.

## Funzione
In pratica le fibre secrete dal cribellum vengono tenute ben tese da questi peli o setae proprio come i fili di un telaio al fine di cardarle in un filato robusto che è la struttura di base delle tele..

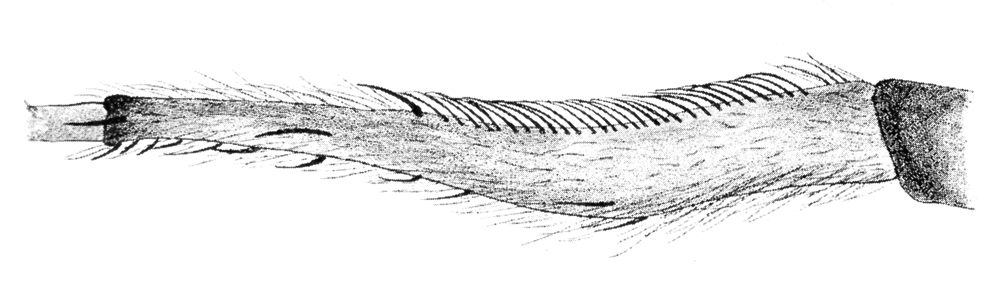
Calamistro del ragno Zosis geniculata, ben visibile sul margine superiore del metatarso